# Stuart Seide
Stuart Seide, né le 16 avril 1946 à New York (États-Unis), est un acteur, professeur et metteur en scène de théâtre américain. Il vit et travaille en France depuis 1970.

## Biographie
Avant de s'installer en France, Stuart Seide joue avec la Royal Shakespeare Company et La MaMa Experimental Theatre Club de New-York. En 1972, il fonde la compagnie « KHI, il crée avec succès une dizaine de mises en scène, surtout pour les pièces du théâtre élizabéthain de John Ford et de Shakespeare.
En 1989, il est nommé professeur d'interprétation au Conservatoire national supérieur d'art dramatique à Paris. En 1992, il prend la direction du Centre dramatique régional Poitou-Charentes. En 1998, il est nommé directeur du Théâtre national Lille Tourcoing. Depuis 2003, il est directeur de l'École Professionnelle Supérieure d'Art Dramatique (EPSAD) de la Région Nord-Pas-de-Calais. Étroitement liée au Théâtre du Nord, cette école – la seule au nord de Paris – comptait parmi les gros projets qu'il portait à son arrivée à Lille en 1998.

## Filmographie

### Acteur
- 1985 : Astérix et la surprise de César un film d'animation français de Gaëtan et Paul Brizzi.
- 1988 : Ma petite maman un téléfilm français avec Dominique Lavanant et Patrick Poivre d'Arvor diffusé le 7 novembre 1988[2] sur TF1.
- 1991 : Rintintin junior une série télévisée franco-canadienne diffusée du 13 janvier 1990 au 12 avril 1992 sur La Cinq.
- 1992 : L'ambassade en folie un téléfilm franco-américain diffusé le 8 janvier 1992 sur Canal+.
- 2000 : L'Extraterrestre un film français réalisé par Didier Bourdon.

## Théâtre

### Comédien
- 1971 : Les Précieuses ridicules de Molière, mise en scène Jean-Louis Thamin, Comédie-Française
- 1974 : Troïlus et Cressida de William Shakespeare, mise en scène Stuart Seide, Théâtre de l'École Normale Supérieure, TNP
- 1975 : Dommage qu'elle soit une putain de John Ford, mise en scène Stuart Seide, Théâtre des Quartiers d'Ivry, Théâtre des Amandiers
- 1984 : La Dernière Bande de Samuel Beckett, mise en scène Mario Gonzalez, Théâtre national de Chaillot
- 1987 : La Dernière Bande de Samuel Beckett, mise en scène Mario Gonzalez, Théâtre de la Tempête
- 1996 : La Dernière Bande de Samuel Beckett, mise en scène Mario Gonzalez, Festival d'Avignon
- 2006 : La Dernière Bande de Samuel Beckett, mise en scène Alain Milianti, Théâtre du Nord
- 2023 : Némésis de Philip Roth, mise en scène Tiphaine Raffier, Odéon / Berthier

### Metteur en scène
- 1974 : Troïlus et Cressida de William Shakespeare, Théâtre de l'École Normale Supérieure, TNP
- 1975 : Dommage qu'elle soit une putain de John Ford, Théâtre des Quartiers d'Ivry, Théâtre des Amandiers
- 1976 : La vie est un songe de Calderón, Théâtre de la Tempête
- 1976 : Mesure pour mesure de William Shakespeare, Théâtre de la Tempête
- 1978 : Moby Dick d'après Herman Melville, Théâtre de la Tempête
- 1980 : Le deuil sied à Électre d'Eugene O'Neill, Théâtre des Quartiers d'Ivry
- 1980 : La Tour d'Einstein de Christian Liger, Théâtre Quotidien de Montpellier, Tréteaux du Midi
- 1981 : Andromaque de Racine, Festival du Jeune Théâtre d'Alès, Festival d'Avignon
- 1982 : Le Songe d’une nuit d’été de William Shakespeare, Théâtre national de Chaillot
- 1984 : Le Retour d'Harold Pinter, Théâtre de l'Athénée-Louis-Jouvet
- 1984 : Le Mal du pays de Jacques-Pierre Amette, Théâtre national de l'Odéon
- 1987 : Un jardin en désordre d'Alan Ayckbourn, Théâtre de la Renaissance
- 1988 : The Changeling de Thomas Middleton et William Rowl, Théâtre de Gennevilliers
- 1989 : Le Fusil de chasse de Yasushi Inoue, Théâtre 13

- 1992 : Mood Pieces de Tennessee Williams, Théâtre Jean Vilar Suresnes
- 1993 : Henry VI de William Shakespeare, Théâtre de Gennevilliers, Théâtre de la Métaphore, La Filature, Festival d'Avignon en 1994
- 1994 : Le Grain et la balle d'après Samuel Beckett : Fragment de théâtre I, Quoi où, Acte sans paroles I, Impromptu d'Ohio, Va et vient, Fragment de théâtre II, Théâtre de Gennevilliers, 1996 : Festival d'Avignon
- 1995 : L'Histoire tragique de la vie et de la mort du Dr Faustus de Christopher Marlowe, Théâtre de la Ville
- 1996 : L'Anniversaire d'Harold Pinter, Centre dramatique régional Poitou-Charentes, Les Gémeaux
- 1997 : La Tragédie de Macbeth de William Shakespeare, Centre dramatique régional Poitou-Charentes, Théâtre de Nice
- 1997 : Le Régisseur de la chrétienté de Sebastian Barry, Centre dramatique régional Poitou-Charentes, Théâtre des Abbesses, Nouveau théâtre d'Angers
- 2017 : La Danse de mort d'August Strindberg, Théâtre La Reine Blanche

#### Théâtre du Nord
- 1998 : Dibbouk de Bruce Myers d'après Anski
- 1999 : Roméo et Juliette de William Shakespeare
- 2000 : Auprès de la mer intérieure d'Edward Bond
- 2001 : Baglady de Frank McGuinness
- 2001 : Le Gardien d'Harold Pinter
- 2002 : Amphitryon de Molière
- 2002 : Le Quatuor d'Alexandrie d'après Lawrence Durrell, Festival d'Avignon
- 2004 : Antoine et Cléopâtre de William Shakespeare
- 2005 : Passion baroque, musique Jean-Baptiste Lully, Marc-Antoine Charpentier, Jean-Philippe Rameau,
- 2005 : Moonlight d'Harold Pinter
- 2006 : Hamlet(s) d’après William Shakespeare
- 2007 : Dommage qu'elle soit une putain de John Ford
- 2008 : Alice et cetera : Alice au pays sans merveilles, Je rentre à la maison, Couple ouvert à deux battants, pièces de Dario Fo et Franca Rame
- 2009 : Baglady de Frank McGuinness (en), Théâtre Gérard Philipe
- 2009 : Mary Stuart de Friedrich von Schiller
- 2009 : Quel est l'enfoiré qui a commencé le premier ? de Dejan Dukovski, avec les élèves de la deuxième promotion de l'Epsad
- 2011 : Au bois lacté de Dylan Thomas
- 2011 : C'est ma maison de Frédéric Vossier, mise en voix, avec les élèves de la troisième promotion de l'Epsad, Théâtre Ouvert
- 2012 : La Bonne Âme du Se-Tchouan de Bertolt Brecht
- 2013 : Fractures (strangers, babies) de Linda McLean
- 2015 : Les Nains de Harold Pinter

## Publications
- At the Inland Sea et Eleven Vests d'Edward Bond, traduits par Stuart Seide et Catherine Cullen, éditions de l'Arche (2000).